# نظائر السترونتيوم
نظائر السترونتيوم هي النظائر الطبيعية والاصطناعية للسترونتيوم. ويوجد لعنصر السترونتيوم في الطبيعة أربعة نظائر، وهي سترونتيوم-84 84Sr، وسترونتيوم-86 86Sr، وسترونتيوم-87 87Sr، وسترونتيوم-88 88Sr. وأكثر تلك النظائر وفرة طبيعية هو النظير سترونتيوم-88 88Sr، والذي يشكل 82.6% من عنصر السترونتيوم الطبيعي. إلا أنه يمكن أن يوجد تفاوت في نسبة تلك الوفرة نتيجة لتشكل النويدة ذات الأصل إشعاعي سترونتيوم-87 87Sr بشكل مستمر من الاضمحلال الإشعاعي طويل الأمد لنظير الروبيديوم 87Rb عبر اضمحلال بيتّا . تعد هذه العلاقة بين هذين النظيرين الأساس العلمي للتأريخ بنظائر روبيديوم-سترونتيوم.
هناك نظائر اصطناعية للسترونتيوم، وأغلبها غير مستقر، ويكون نمط الاضمحلال الرئيسي الأخف من 85Sr على هيئة التقاط إلكترون أو انبعاث البوزيترون إلى نظائر الروبيديوم؛ في حين أن نمط الاضمحلال الرئيسي للنظائر الأثقل من 88Sr على هيئة انبعاث إلكترون إلى نظائر الإتريوم. يعد النظيران سترونتيوم-89 89Sr وسترونتيوم-90 90Sr أكثر تلك النظائر المشعة محط اهتمام. للنظير سترونتيوم-89 عمر نصف مقداره 50.6 يوم، وله تطبيق في علاج سرطان العظام نظراً للتشابه بين السترونتيوم والكالسيوم. من جهة أخرى، فإن للنظير سترونتيوم-90 عمر نصف مقداره 28.90 سنة، وهو أحد نواتج الانشطار النووي التي قد تكون ناتجة عن استخدام الأسلحة النووية أو نتيجة حوادث نووية وإشعاعية، بالتالي فهو أحد المكونات الخطيرة للهطول النووي. فوجوده في العظام قد يسبب سرطانات مختلفة، مثل سرطان العظام أو سرطان في الأنسجة القريبة، أو ابيضاض الدم.